# Эйрд, Фрейзер
Фре́йзер Эйрд (англ. Fraser Aird; род. 2 февраля 1995, Торонто) — канадский футболист, защитник клуба «Кавалри». Выступал за сборную Канады.

## Клубная карьера
Родители Фрейзера шотландцы иммигрировали из Шотландии в Канаду за 8 лет до его рождения.
В 16 лет Фрейзер присоединился к молодёжному составу шотландского «Рейнджерс». В 2012 году в матче против «Монтроза» он дебютировал в Третьем дивизионе Шотландии. 29 декабря в поединке против «Куинз Парк» Фрейзер забил свой первый гол за «Рейнджерс».
29 января 2016 года Эйрд на правах аренды перешёл в «Ванкувер Уайткэпс» на сезон с опцией выкупа. 6 марта в матче стартового тура сезона 2016 против «Монреаль Импакт» он дебютировал в MLS.
В январе 2017 года Фрейзер подписал до конца сезона контракт с клубом шотландского Чемпионшипа «Фалкирк». 28 января в матче против «Сент-Миррена» он дебютировал за новую команду. 11 марта в поединке против «Эйр Юнайтед» Эйрд забил свой первый гол за «Фалкирк». В мае контракт закончился и Эйрд стал свободным агентом.
Летом того же года Фрейзер подписал соглашение с «Данфермлин Атлетик». 5 августа в матче против «Ливингстона» он дебютировал за новую команду. 21 октября в поединке против «Ливингстона» Эйрд забил свой первый гол за «Данфермлин Атлетик».
24 января 2020 года Эйрд подписал контракт с клубом Канадской премьер-лиги «Валор». Дебютировал за «Валор» он 16 августа в матче против «Кавалри». 19 августа в матче против «Атлетико Оттава» он забил свой первый гол за «Валор», реализовав пенальти.
24 декабря 2020 года Эйрд перешёл в «Эдмонтон».
9 февраля 2022 года Эйрд подписал контракт с «Кавалри». 9 апреля в матче стартового тура сезона 2022 против «Атлетико Оттава» он дебютировал за «Кавалри». 6 мая в матче против «Эдмонтона» он получил травму передней крестообразной связки колена, из-за чего пропустил оставшуюся часть сезона 2022. 8 июля 2023 года в матче против «Пасифика» он забил свой первый гол за «Кавалри». 18 декабря 2023 года Эйрд подписал с «Кавалри» новый контракт до конца сезона 2025.

## Международная карьера
На юношеском уровне Эйрд выступал за Шотландию. В 2015 году он принял решение выступать за Канаду. 13 октября 2015 года в товарищеском матче против сборной Ганы Фрейзер дебютировал за сборную Канады, заменив во втором тайме Карла Уйметта. 22 марта 2017 года в поединке против сборной Шотландии он забил свой первый гол за национальную команду.
В 2017 году Эйрд попал в заявку сборной на участие в Золотом кубке КОНКАКАФ. На турнире он сыграл в матче против команды Коста-Рики.

### Голы за сборную Канады
| №   | Дата          | Место                           | Противник | Счёт | Результат | Соревнование      |
| --- | ------------- | ------------------------------- | --------- | ---- | --------- | ----------------- |
| 01. | 22 марта 2017 | Истер Роуд, Эдинбург, Шотландия | Шотландия | 1:0  | 1:1       | Товарищеский матч |